# Gerhard Heilfurth
Gerhard Heilfurth (* 11. Juli 1909 in Neustädtel bei Schneeberg im Erzgebirge; † 11. März 2006 in Marburg) war ein deutscher Kultur- und Sozialwissenschaftler sowie Volkskundler und Lehrstuhlinhaber.

## Werdegang
Gerhard Heilfurth, Sohn von Emilie Heilfurth, geborene Gerber, und Max Heilfurth, stammt aus einer alten erzgebirgischen Bergmanns-, Handwerker- und Pfarrersfamilie. Ab 1920 besuchte er das Gymnasium in Schneeberg. Danach studierte er Germanistik, Soziologie, Volkskunde, Geschichte und Religionswissenschaft an den Universitäten Leipzig, Heidelberg und Palermo.
Heilfurth war evangelisch und – nach Angaben der Zeitung Neues Deutschland – in den 1930er-Jahren im Nationalsozialistischen Deutschen Studentenbund und in der Schulungsarbeit der Hitlerjugend tätig. Zum 1. Mai 1933 trat er der NSDAP bei (Mitgliedsnummer 2.960.284). Im Jahr 1935 wurde er mit der Dissertation Das erzgebirgische Bergmannslied zum Doktor der Philosophie promoviert. 1936 war er Assistent am Deutschen Volksliedarchiv in Freiburg im Breisgau, 1937 wechselte er an die volkskundliche Abteilung des Germanistischen Instituts der Leipziger Universität. 1938 erhielt er vom Ruhrbergbau einen weitreichenden Forschungsauftrag zur volkskundlichen Gesamtdarstellung des Bergbaus. Im Jahr 1939 heiratete er Juliane Bruhns; aus der Ehe ging sein Sohn Günther hervor.
Von 1940 bis 1945 leistete er Wehrdienst. Während des Zweiten Weltkrieges war Heilfurth Regimentsadjutant einer Kroatischen Infanteriedivision und am 1. März zum Leutnant ernannt worden. Die Beförderung – fand der Schneeberger Heimatforscher Erich Mehlhorn aus Kriegstagebüchern dieser Einheit heraus – erfolgte, während sich die Truppe in Operationen namens „Weiß I“ und „Weiß II“ befand. Dabei wurden von Januar bis Mitte März 1943 insgesamt 2506 Partisanen gefangen genommen und 616 standrechtlich erschossen. Heilfurths Beteiligung an Kriegsverbrechen wurde nicht ermittelt.
Im Jahr 1943 habilitierte er sich. Von 1945 bis 1949 war er als Universitätsdozent tätig. 1947 war er Mitbegründer und wurde Vorsitzender eines Jugendaufbauwerks. 1949 folgte seine Berufung als Dozent an die Evangelische Sozialakademie Friedewald. 1952 wurde er an der von ihm mit aufgebauten Akademie zum Studiendirektor, 1954 zum Akademiedirektor ernannt. Er war Begründer und Mitherausgeber von Die Mitarbeit. Zeitschrift zur Gesellschafts- und Kulturpolitik, erschienen ab 1951. 1959 wurde er zum ordentlichen Professor auf den neugeschaffenen Lehrstuhl für Volkskunde der Philipps-Universität Marburg berufen, nachdem er bereits einige Jahre an der Universität Gießen als Honorarprofessor für deutsche Philologie, Volkskunde und Soziologie gelehrt hatte. 1960 gründete er in Marburg das Institut für mitteleuropäische Volksforschung. Heilfurth war von 1961 bis 1969 Vorsitzender der Deutschen Gesellschaft für Volkskunde, ab 1970 Fachkommissionsvorsitzender im Herder-Forschungsrat. 1969 erschien zu seinem 60. Geburtstag die ihm gewidmete Festschrift Kontakte und Grenzen. Sein Nachfolger als Direktor des (umbenannten) Instituts für Europäische Ethnologie und Kulturforschung an der Universität Marburg wurde 1980 der Volkskundler Peter Assion.

## Preise und Auszeichnungen
- 1959 – Großes Bundesverdienstkreuz
- 1960 – Ehrenbürger der Stadt Friedewald
- 1991 – Ehrenbürger der Stadt Schneeberg
- 1991 – Ehrendoktor der Pädagogischen Hochschule Zwickau

## Publikationen (Auswahl)
- Neustädtel und seine Bergbaulandschaft. 1935.
- …tönt stets ein froh Glückauf! Von Herkunft, Alter und Begriff des Bergmannsgrußes. In: Glückauf! – Zeitschrift des Erzgebirgsvereins.  Nr. 55, Schwarzenberg 1935, S. 269ff. (Digitalisat)
- Das erzgebirgische Bergmannslied. Ein Aufriß seiner literarischen Geschichte. Schwarzenberg/Erzgebirge 1936.
- Neustädtel im Erzgebirge. Bilder vom Werden und Wesen einer erzgebirgischen Kleinstadt. Glück-Auf-Verlag, Schwarzenberg 1937
- (Hrsg.) Anton Günther. Gesamtausgabe der Liedertexte, Gedichte, Sprüche und Erzählungen. Glückauf, Schwarzenberg/Erzgebirge 1937.
- Der Volkssänger Anton Günther. 1937; 8. Auflage 1981.
- Das erzgebirgische Bergmannslied vom siegreichen Kampf der Kuttenberger Häuser gegen die feindseligen Tschechen. In: Glückauf. Band 58, 1938, S. 175–176.
- Jugend ohne Geborgenheit. 1951; 3. Auflage 1952.
- Das Bergmannslied. Wesen, Leben, Funktion. Ein Beitrag zur Erhellung von Bestand und Wandlung der sozialkulturellen Elemente im Aufbau der industriellen Gesellschaft. Bärenreiter, Kassel u. a. 1954.
- Kirche und Arbeiterschaft. 1954 (auch in englischer Sprache erschienen).
- (Hrsg.) Anton Günther: Eine Auswahl seiner Gedichte, Lieder, Sprüche und Geschichten. VEB Friedrich Hofmeister, Leipzig 1956.
- Glückauf! Geschichte, Bedeutung und Sozialkraft des Bergmannsgrußes. Essen 1958.
- Volkskunde jenseits der Ideologien. Zum Problemstand des Faches im Blickfeld empirischer Forschung (= Schriften der Universität Marburg. Band 9). Marburg 1961.
- (Hrsg.) Der erzgebirgische Volkssänger Anton Günther. Leben und Werk. Wolfgang Weidlich, Frankfurt am Main 1962.
- Das Heilige und die Welt der Arbeit am Beispiel der Verehrung des Propheten Daniel im Montanwesen Mitteleuropas. Marburg 1963; 2. Auflage 1965.
- Bergbau und Bergmann in der deutschsprachigen Sagenüberlieferung Mitteleuropas. 1967.
- Beiträge zu Brauch, Fest und Feier, Konvention, Sitte sowie Volkskunde/Volksforschung in Wilhelm Bernsdorf (Hrsg.): Wörterbuch der Soziologie. Enke, Stuttgart 1969.
- Das Montanwesen als Wegbereiter im sozialen und kulturellen Aufbau der Industriegesellschaft Mitteleuropas (= Leobener Grüne Hefte. Band 140). Wien 1972.
- „Bergmannslied“. In: Handbuch des Volksliedes, hrsg. von R. W. Brednich u. a., Band 1, München 1973, S. 761–778.
- Volkskunde-Handbuch der empirischen Sozialforschung. 3. Auflage. 1974.
- Der Bergbau und seine Kultur. Eine Welt zwischen Dunkel und Licht. Zürich 1981, ISBN 3-7611-0587-8.
- Bergbaukultur in Südtirol. Bozen 1984, ISBN 88-7014-363-5.
- Einzelzüge im geschichtlich-kulturellen Antlitz des Erzgebirges mit Ausblicken auf sein Umfeld. Beiträge zur Erkundung einer regionalen Lebenswelt im ostmitteleuropäischen Grenzbereich (= Schriftenreihe der Kommission für Ostdeutsche Volkskunde in der Deutschen Gesellschaft für Volkskunde. Band 44). Marburg 1989, ISBN 3-7708-0906-8.
- Der erzgebirgische Volkssänger Anton Günther. Leben und Werk. Sachsenbuch, Leipzig 1994, ISBN 3-910148-89-1.